# Schinnen
Schinnen (Nederlandsk udtale: [ˈsxɪnə(n)];  udtale ?; Limburgsk: Sjènne) er en kommune og en by, beliggende i den sydlige provins Limburg i Nederlandene. Kommunens areal er på 24.12 km², og indbyggertallet er på 12.954 pr. 1. januar 2017.
US Army Garrison Schinnen, en supportbase for hærens personale som arbejder ved Joint Force Command Brunssum, er placeret i Schinnens kommune.

## Kernerne
Schinnen Kommunen består af følgende landsbyer og bebyggelser. Indbyggertallet er per 1. januar 2017. 
| (nederlandsk/hollandsk) | (limburgsk) | Indbyggere |
| Schinnen                | Sjènne      | 2.714      |
| Puth                    | Pöt         | 2.014      |
| Sweikhuizen             | Zjweikese   | 681        |
| Oirsbeek                | Oësjbik     | 3.747      |
| Amstenrade              | Awstroa     | 2.697      |
| Doenrade                | Doonder     | 1.101      |